# Hòa Bình, Kiến Xương
Hòa Bình là một xã thuộc huyện Kiến Xương, tỉnh Thái Bình, Việt Nam.
Xã có diện tích 5,28 km², dân số năm 1999 là 5.477 người, mật độ dân số đạt 1.037 người/km².